# Sarcophage d'Hélène

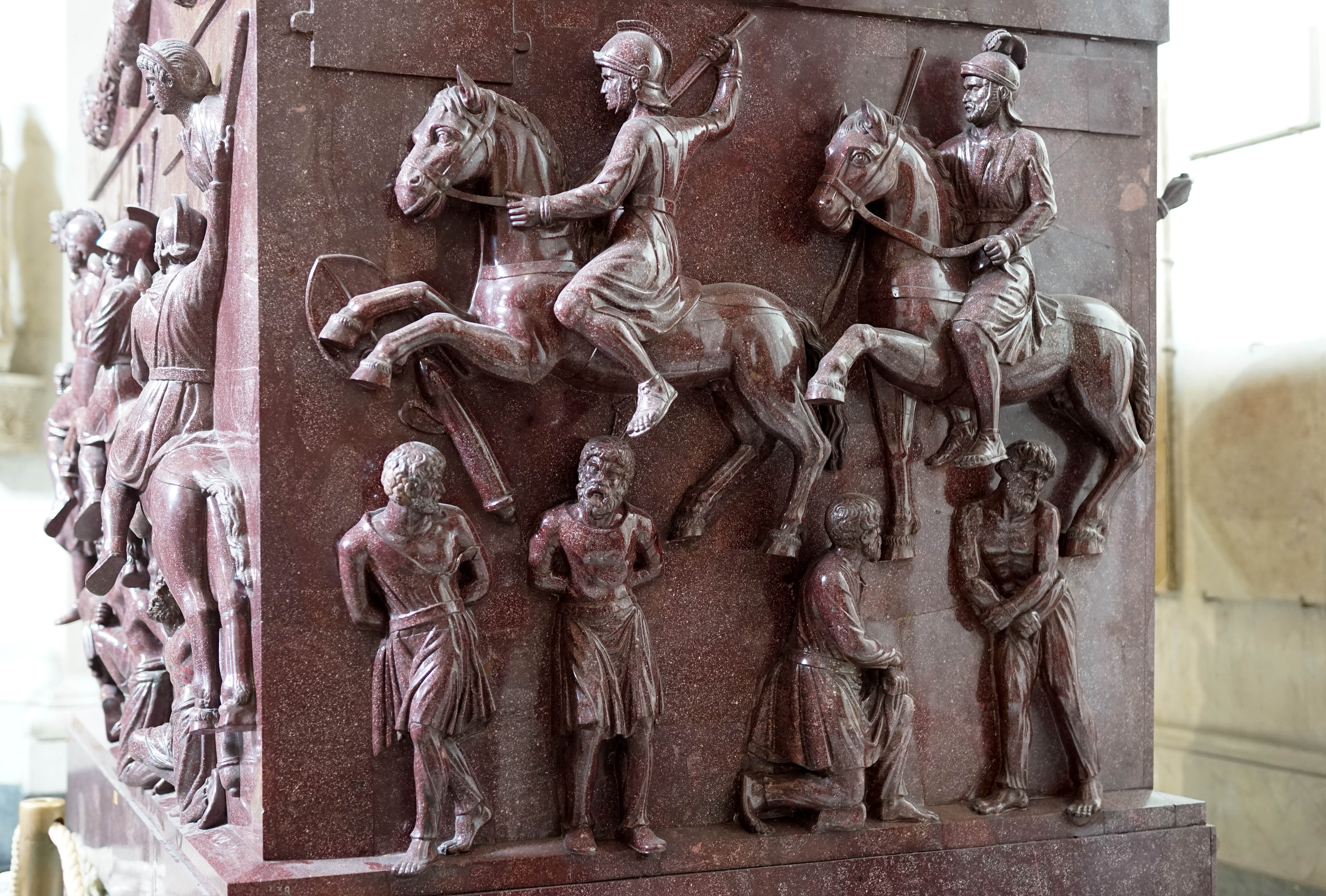
Sarcophage d'Hélène, côté droit.

Le sarcophage d'Hélène (ou de sainte Hélène) est un sarcophage antique en porphyre rouge, impérial (H. 2,42 m, L. 2,68 m.), provenant du mausolée d'Hélène, où a été enterrée Flavia Giulia Elena, ou Hélène (248-329), mère de l'empereur romain Constantin. Il est conservé aux Musées du Vatican, inclus dans la collection du pape Pie VI.
Il a subi une mutilation considérable et la plupart des reliefs ont été restaurés au XVIIIe siècle.

## Histoire et description
L'énorme sarcophage, haut de 2,42 mètres, est assigné à la mère de Constantin Ier, à partir de sources antiques. Dans le passé, on pensait que, par son style, et le sujet militaire des reliefs décoratifs, il avait été initialement préparé pour le père de Constantin, Constance Chlore, ou, peut-être, pour Constantin et sa dynastie. Le projet a été abandonné quand en 324, Byzance devient Constantinople, la résidence impériale de Constantin, tandis que sa mère, Hélène, continua de vivre à Rome, où elle mourut. L'œuvre, créée dans la première moitié du IVe siècle, a été fortement restaurée au XVIIIe siècle (à la suite des dommages causés par un incendie au XIVe siècle), même si les lignes générales des scènes, la composition et le style général sont incontestablement d'origine.
Dans la partie supérieure, on peut voir des guirlandes (en forme de « poignées » sur les côtés) et des bustes sur les côtés, un homme sur le côté droit avec une couronne de lauriers, probablement Constance Chlore, et une femme sur le côté gauche, qui a une certaine similitude avec les images d'Hélène, connue grâce aux pièces de monnaie.
La partie centrale est occupée par les cavaliers romains, trois sur chaque long côté et deux sur chaque court, vêtus d'une tunique courte, un casque et armés d'une lance et parfois d'un bouclier. Ils sont représentés en train de charger les barbares ou de transporter des prisonniers. La composition est équilibrée, et évoque la procession à cheval de la base de la colonne Antonine, avec les mêmes effets d'ombre et de lumière et le contraste entre les hauts reliefs et le fond lisse. La sculpture du porphyre, très dure, est généralement concentrée sur les carrières en Égypte ou dans les mains des artistes de ces régions, qui ont dû aussi fabriquer ce sarcophage. La datation est maintenant largement acceptée, autour de l'an 320.
Le sarcophage a été également utilisé par le pape Anastase IV (1073 - 1154) pour son enterrement à Saint-Jean-de-Latran, à Rome. Au XVIIe siècle, il est placé dans le portique de l'église et de nouveau dédié à Hélène.